# Indecent Proposal (soundtrack)
Indecent Proposal is de originele soundtrack, gecomponeerd en gedirigeerd door John Barry voor de film Indecent Proposal uit 1993 van Adrian Lyne. Het album werd uitgebracht in 1993 door MCA Records.

## Achtergrond
Naast de ruim 25 minuten durende filmmuziek van Barry bevat het album ook nummers van diverse artiesten, waaronder "In All the Right Places" van Lisa Stansfield, die ook werd uitgebracht als single van het album en is de titelsong van de film. Sheena Easton maakt een cameo-optreden in de film met "The Nearness of You" op een cruciaal moment in de film. "No Ordinary Love" van de Engelse band Sade was ook prominent aanwezig in de film, hoewel het niet op het bijbehorende soundtrackalbum stond.
In 2015 bracht Intrada Records een uitgebreide editie uit met 37 tracks met de volledige muziek van John Barry.

### Tracklijst
| 1.                 | I'm Not in Love – The Pretenders (geschreven door Graham Gouldman en Eric Stewart)                   | 3:50  |
| 2.                 | What Do You Want the Girl to Do – Vince Gill featuring Little Feat (geschreven door Allen Toussaint) | 5:07  |
| 3.                 | If I'm Not in Love With You – Dawn Thomas (geschreven door Dawn Thomas)                              | 3:38  |
| 4.                 | Out of the Window – Seal (geschreven door Seal)                                                      | 5:35  |
| 5.                 | Will You Love Me Tomorrow – Bryan Ferry (geschreven door Gerry Goffin en Carole King)                | 4:15  |
| 6.                 | The Nearness of You – Sheena Easton (geschreven door Hoagy Carmichael en Ned Washington)             | 3:16  |
| 7.                 | In All the Right Places – Lisa Stansfield (John Barry, Lisa Stansfield, Ian Devaney en Andy Morris)  | 5:42  |
| 8.                 | Instrumental Suite from Indecent Proposal – John Barry (geschreven door John Barry)                  | 25:20 |
| 9.                 | A Love So Beautiful – Roy Orbison (gerschreven door Jeff Lynne en Roy Orbison)                       | 3:31  |
| Totale duur: 60:38 | |       |

### Hitnoteringen

#### NederlandseAlbum Top 100
| Hitnotering: 24-07-1993 t/m 18-09-1993 | Hitnotering: 24-07-1993 t/m 18-09-1993 | Hitnotering: 24-07-1993 t/m 18-09-1993 | Hitnotering: 24-07-1993 t/m 18-09-1993 | Hitnotering: 24-07-1993 t/m 18-09-1993 | Hitnotering: 24-07-1993 t/m 18-09-1993 | Hitnotering: 24-07-1993 t/m 18-09-1993 | Hitnotering: 24-07-1993 t/m 18-09-1993 | Hitnotering: 24-07-1993 t/m 18-09-1993 | Hitnotering: 24-07-1993 t/m 18-09-1993 | Hitnotering: 24-07-1993 t/m 18-09-1993 | Hitnotering: 24-07-1993 t/m 18-09-1993 |
| Week:                                  | 1                                      | 2                                      | 3                                      | 4                                      | 5                                      | 6                                      | 7                                      | 8                                      | 9                                      |                                        |                                        |
| -------------------------------------- | -------------------------------------- | -------------------------------------- | -------------------------------------- | -------------------------------------- | -------------------------------------- | -------------------------------------- | -------------------------------------- | -------------------------------------- | -------------------------------------- | -------------------------------------- | -------------------------------------- |
| Positie:                               | 89                                     | 85                                     | 91                                     | 99                                     | 91                                     | 86                                     | 73                                     | 71                                     | 91                                     | uit                                    |                                        |

## Uitgebreide editie (Intrada Records, 2015)
In 2015 bracht Intrada Records een soundtrackalbum uit van Indecent Proposal met alleen de volledige muziek van John Barry.
Het album komt uit de serie Intrada Special Collection – Volume 317. De muziek werd opgenomen op 1, 3, 4, 5 en 12 maart 1993 in Sony Scoring Stage in Culver City en opgenomen en gemixt door geluidstechnici Dennis Sands en Shawn Murphy.

### Tracklijst
Alle muziek en teksten zijn geschreven door John Barry.
1. Main Title (3:41)
2. Kitchen Floor (1:54)
3. The Recession (1:09)
4. Drive to Vegas (1:37)
5. Dress Shop (2:29)
6. All Is Lost (1:43)
7. One Million Dollars (0:55)
8. Complimentary Suite (1:06)
9. The Dress (1:39)
10. Can’t Sleep (1:11)
11. Let’s Do It (1:21)
12. The Run to the Heli-Pad (2:04)
13. Helicopter to Yacht (4:28)
14. Lucky Dollar (0:57)
15. Diana Returns (1:48)
16. Matches (1:57)
17. Last Fight (1:46)
18. I Need You (1:05)
19. Subway Story and Dance (3:13)
20. Flashback & Photos (1:44)
21. Intoxicated David (1:27)
22. The Morning After (1:44)
23. SCI-Arc (2:04)
24. The Auction (0:23)
25. Let It Go Free (2:19)
26. Goodbye John (Revised) (2:21)
27. Goodbye John (Alternate) (2:24)
28. Main Title (Album Version) (2:42)
29. Kitchen Floor (Revised) (0:51)
30. Drive To Vegas (Album Version) (1:34)
31. Dress Shop (Album Version) (2:08)
32. Helicopter To Yacht (Short Version) (2:18)
33. I Need You (Album Version) (1:11)
34. Goodbye John (Album Version) (2:17)
35. Main Title (Piano Version) (2:44)
36. Main Title (Alternate Revised) (3:40)
37. Main Title (Alternate) (2:43)

## Prijzen en nominaties
| Jaar | Prijs                   | Categorie                | Genomineerde(n) | Uitslag     |
| ---- | ----------------------- | ------------------------ | --- | ----------- |
| 1994 | Golden Raspberry Awards | Slechtste originele lied | John Barry (muziek), Lisa Stansfield, Ian Devaney en Andy Morris (tekst) voor het lied "(You Love Me) In All the Right Places" | Genomineerd |